# Conill de Grayson
Sylvilagus graysoni és una espècie de mamífer de la família Leporidae que viu a Mèxic.
Està amenaçada d'extinció per la pèrdua del seu hàbitat natural.